# Divize A 2006/2007
V soubojích 41. ročníku České divize A 2005/2006 se utkalo 16 týmů dvoukolovým systémem podzim – jaro. Tento ročník začal v srpnu 2006 a skončil v červnu 2007.

## Kluby podle přeborů
- Pražský (2): FK Slavoj Vyšehrad, FK Viktoria Žižkov „B“
- Jihočeský (5): FK Spartak MAS Sezimovo Ústí, TJ Jiskra Třeboň, SK Strakonice 1908, SK Jankov, TJ Malše Roudné
- Plzeňský (4): TJ Klatovy, SK Horažďovice, SK Slavia Vejprnice, SK Senco Doubravka
- Karlovarský (1): TJ Rozvoj Trstěnice
- Středočeský (4): FK Králův Dvůr, FC Bzová,  SK Marila Votice, MFK Dobříš

## Výsledná tabulka
| Poř. | Tým                     | Z  | V  | R | P  | VG | OG | B  |
| ---- | ----------------------- | -- | -- | - | -- | -- | -- | -- |
| 1.   | FK Slavoj Vyšehrad      | 30 | 21 | 6 | 3  | 54 | 20 | 69 |
| 2.   | TJ Klatovy              | 30 | 21 | 2 | 7  | 63 | 32 | 65 |
| 3.   | SK Sezimovo Ústí        | 30 | 18 | 5 | 7  | 53 | 27 | 59 |
| 4.   | FK Králův Dvůr          | 30 | 17 | 5 | 8  | 55 | 34 | 56 |
| 5.   | TJ Jiskra Třeboň        | 30 | 15 | 6 | 9  | 62 | 33 | 51 |
| 6.   | SK Horažďovice (N)      | 30 | 12 | 7 | 11 | 39 | 42 | 43 |
| 7.   | FK Viktoria Žižkov „B“  | 30 | 10 | 9 | 11 | 33 | 32 | 39 |
| 8.   | SK Strakonice 1908 (S)  | 30 | 11 | 6 | 13 | 40 | 45 | 39 |
| 9.   | SK Slavia Vejprnice     | 30 | 10 | 5 | 15 | 42 | 46 | 35 |
| 10.  | SK Jankov               | 30 | 9  | 8 | 13 | 39 | 51 | 35 |
| 11.  | SK Senco Doubravka      | 30 | 10 | 4 | 16 | 40 | 49 | 34 |
| 12.  | FC Bzová                | 30 | 9  | 7 | 14 | 46 | 64 | 34 |
| 13.  | SK Marila Votice (N)    | 30 | 9  | 7 | 14 | 33 | 47 | 34 |
| 14.  | TJ Malše Roudné (N)     | 30 | 8  | 6 | 16 | 36 | 62 | 30 |
| 15.  | MFK Dobříš (N)          | 30 | 5  | 9 | 16 | 26 | 47 | 24 |
| 16.  | TJ Rozvoj Trstěnice (N) | 30 | 5  | 8 | 17 | 43 | 73 | 23 |

Poznámky:
- Z = Odehrané zápasy; V = Vítězství; R = Remízy; P = Prohry; VG = Vstřelené góly; OG = Obdržené góly; B = Body; (S) = Mužstvo sestoupivší z vyšší soutěže; (N) = Mužstvo postoupivší z nižší soutěže (nováček)
- O pořadí klubů se stejným počtem bodů rozhodly vzájemné zápasy.

|  | Postup do ČFL 2007/2008                           |
|  | Sestup do příslušného krajského přeboru 2007/2008 |